# Antisemitismo en la Unión Soviética
El antisemitismo en la Unión Soviética refiere a los actos de hostilidad hacia los judíos en la URSS. La Revolución rusa de 1917 derrocó a un régimen de siglos de antisemitismo oficial en el Imperio ruso. El éxito de la Unión Soviética en el trato de este legado antisemita, así como la medida en que el gobierno soviético luchó contra este prejuicio, es un tema de debate. Aunque prohibido oficialmente como una forma de chauvinismo étnico y racial, el antisemitismo aparecía como un factor habitual en conflictos personales, desde la rivalidad entre Iósif Stalin y León Trotski y luego a través de numerosas teorías conspirativas difundidas por la propaganda oficial. El antisemitismo en la Unión Soviética alcanzó nuevos niveles después de 1948, durante la campaña contra el "cosmopolita sin raíces", en la que numerosos poetas y escritores en yiddish, pintores y escultores, fueron asesinados o arrestados. La campaña culminó con el llamado "complot de los médicos", en el que supuestamente un grupo de médicos, (algunos de los cuales eran judíos), habría conspirado para asesinar a Stalin.

## Historia

### Antes de la revolución
Bajo el gobierno de los zares, los judíos fueron confinados a una Zona de Asentamiento, estaban sujetos a muchas leyes discriminatorias y con frecuencia fueron víctimas de pogromos, muchos de los cuales fueron organizados por las autoridades zaristas o con su aprobación tácita. Como resultado de ser víctimas de la opresión, muchos judíos emigraron del Imperio ruso o se unieron a los partidos radicales, como el Bund judío, el Partido Social-Revolucionario, o a los grupos mencheviques o bolcheviques, en muchos casos como respuesta a la represión desatada por el Ejército Blanco en el marco de las acciones contrarrevolucionarias durante la guerra civil rusa. 
Numerosas publicaciones antisemitas de la época ganaron amplia circulación.

## Después de la revolución

### La Revolución de Febrero y el gobierno provisional
Tras la Revolución de Febrero de 1917, el gobierno provisional canceló todas las restricciones impuestas a los judíos por el régimen zarista, en un movimiento paralelo a la emancipación de los judíos en Europa Occidental que había tenido lugar durante el siglo XIX. Esta postura fue mantenida por los Gobiernos posteriores bolcheviques.[cita requerida]

### Los bolcheviques
La Revolución de Octubre abolió las leyes que consideraban a los Judíos como un pueblo fuera de la ley. Mientras que los bolcheviques se oponían a la religión, el cristianismo, así como el judaísmo, la postura oficial del gobierno soviético en 1934 era oponerse al antisemitismo "en cualquier lugar en el mundo" y demandó expresar "sentimientos fraternales para el pueblo judío", elogiando las contribuciones judías hacia el socialismo internacional. Varios miembros prominentes de las instituciones del gobierno soviético y del Partido Comunista (como León Trotski, Yákov Sverdlov, Lev Kámenev y Grigori Zinóviev, entre otros) tenían orígenes judíos. En 1918, se creó la Yevséktsiya del Partido Comunista de la Unión Soviética para promover el marxismo, el laicismo y la asimilación judía en la sociedad soviética, y, supuestamente, traer el comunismo a las masas judías y destruir el sionismo junto con la cultura judía tradicional. El Consejo de Comisarios del Pueblo adoptó en 1918 un decreto condenando todo antisemitismo y pidiendo a los obreros y campesinos combatirlo.[cita requerida]Las campañas de información contra el antisemitismo se llevaron a cabo en el Ejército Rojo y en los lugares de trabajo, y una disposición que prohibió la incitación de la propaganda en contra de cualquier grupo étnico se convirtió en parte de la legislación soviética, con Stalin afirmando que:

Chovinismo nacional y racial es un vestigio de las costumbres características misántropas del período de canibalismo. El antisemitismo, como una forma extrema de chovinismo racial, es el vestigio más peligroso de canibalismo. El antisemitismo es una ventaja para los explotadores como un pararrayos que desvía los golpes dirigidos por las personas que trabajan en el capitalismo. El antisemitismo es peligroso para las personas que trabajan al ser un falso camino que los lleva fuera de la carretera a la derecha y que aterriza en la selva. Por lo tanto los comunistas, como internacionalistas consistentes, no pueden sino ser irreconciliables, enemigos jurados de antisemitismo. En la URSS el antisemitismo es sancionable con la mayor severidad de la ley como un fenómeno profundamente hostil al sistema soviético. Bajo la ley URSS antisemitas activos están sujetos a la pena de muerte.

Instituciones patrocinadas por el estado de la cultura yiddish secular, como el Teatro Judío Estatal de Moscú, se establecieron en la Rusia soviética y en la Unión Soviética durante este tiempo, al igual que las instituciones de otras minorías.[cita requerida]
Al mismo tiempo, las tradiciones religiosas entre la población judía fueron suprimidas. En agosto de 1919 propiedades judías, incluyendo sinagogas, fueron confiscadas y se disolvieron muchas comunidades judías. Las leyes antirreligiosas en contra de todas las expresiones de la religión y la educación religiosa fueron aplicadas a todos los grupos religiosos, incluyendo las comunidades judías. Muchos rabinos y otros funcionarios religiosos se vieron obligados a renunciar a sus puestos bajo la amenaza de persecución violenta. Este tipo de persecución continuó en la década de 1920.
En marzo de 1919, Vladímir Lenin pronunció un discurso "Sobre pogromos contra los judíos" en una grabación de gramófono. Lenin trató de explicar el fenómeno del antisemitismo en términos marxistas. Según Lenin, el antisemitismo era un "intento de desviar el odio de los obreros y campesinos, de los explotadores, hacia los Judíos". Lenin y el Partido Bolchevique condenaron enérgicamente los pogromos antisemitas que fueron perpetrados por el Ejército Blanco durante la Guerra Civil Rusa, mientras que las fuerzas blancas identificaban abiertamente al régimen bolchevique con los Judíos.
Al mismo tiempo, Lenin escribió en su proyecto de una directiva del Partido Comunista "Las políticas de Ucrania" en el otoño de 1919:

Los Judíos y los habitantes de las ciudades en Ucrania deben ser tomados por los guanteletes piel-erizo, enviados a luchar en primera línea y nunca se deben permitir en ningún puesto administrativo (excepto un porcentaje insignificante, en casos excepcionales, y bajo [nuestro] control de clase)

## Bajo el gobierno de Stalin

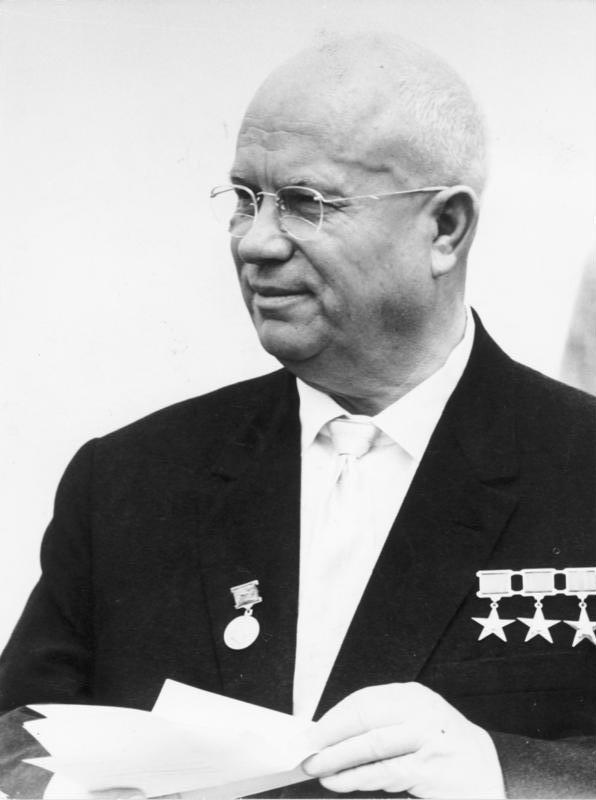
Después de la muerte de Stalin, el primer ministro soviético Nikita Jrushchov criticó a Stalin e inició una desestalinización. Pero él no veía las políticas antijudías de Stalin como "actos monstruosos" o "violaciones a los principios básicos de Lenin sobre las políticas nacionales del estado soviético."

Iósif Stalin emergió como líder de la Unión Soviética después de una lucha de poder con León Trotski tras la muerte de Lenin. Stalin ha sido acusado de recurrir al antisemitismo en algunos de sus argumentos en contra de Trotski, que tenía herencia judía. Los que conocían a Stalin, como Jruschov, sugieren que Stalin había albergado a largo sentimientos negativos hacia los Judíos que se habían manifestado antes de la Revolución de 1917. Ya en 1907, Stalin escribió una carta diferenciando entre una "facción judía" y una "verdadera facción rusa" en el bolchevismo. El secretario de Stalin, Borís Bazhánov, declaró que Stalin tuvo crudos arrebatos antisemitas, incluso antes de la muerte de Lenin. También es posible que la actitud de Stalin hacia Trotski, un Judío ruso, puedan haber influido en sus puntos de vista sobre los Judíos en general. Stalin adoptó políticas antisemitas que fueron reforzadas con su antioccidentalismo. Como el antisemitismo se asoció con la Alemania nazi y fue condenado oficialmente por el sistema soviético, la Unión Soviética y otros países comunistas utilizaron el término encubierto "antisionismo" por sus políticas antisemitas. El antisemitismo, como el historiador, orientalista y antropólogo Raphael Patai y la genetista Jennifer Patai Wing expusieron en su libro El mito de la raza judía, fue "expresado en el lenguaje de la oposición al sionismo".
El antisemitismo en la Unión Soviética comenzó abiertamente como una campaña contra el "cosmopolita sin raíces" (un supuesto eufemismo de "Judío"). En su discurso titulado "Acerca de ciertas causas del atraso en la dramaturgia soviética" en una sesión plenaria de la junta directiva de la Unión de Escritores Soviéticos, en diciembre de 1948, Aleksandr Fadéyev equipara los cosmopolitas con los judíos. En esta campaña contra el "cosmopolita sin raíces" muchos escritores importantes judíos y artistas fueron asesinados. Incluso llevando Stalin muerto ya tres semanas, la cúpula de la Unión, formada por Aleksandr Fadéyev, Konstantín Símonov y Alekséi Surkov, dirigió una carta a Nikita Jruschov en la que informaban del desarrollo del proceso de "eliminación de lastre" que estaban llevando a cabo en el seno de la organización, haciendo hincapié en el "exceso de escritores de etnia judía" en la misma.
Aparecieron en los periódicos expresiones como "cosmopolitas sin raíces", "cosmopolitas burgueses", y "las personas carentes de nación o tribu", todas las cuales eran formas en clave para mencionar «Judíos». La prensa soviética acusó a los judíos de tener una postura "servil ante Occidente," ayudar al "imperialismo estadounidense", "imitación servil de la cultura burguesa" y "estética burguesa". La victimización de los judíos de la URSS en el manos de los nazis fue negada, eruditos judíos fueron retirados de las ciencias y los derechos de emigración se les negaron a los Judíos. La campaña antisemita estalinista culminó con el Complot de los médicos en 1953. Según Patai y Patai, la conspiración de los médicos fue "claramente dirigida a la liquidación total de la vida cultural judía." El antisemitismo comunista bajo el gobierno de Stalin comparte una característica común con el antisemitismo nazi y fascista en su creencia en la "conspiración judía mundial".
Estudiosos como Erich Goldhagen afirman que tras la muerte de Stalin en 1953, la política de la Unión Soviética hacia los judíos y la cuestión judía se hizo más discreta, con políticas antisemitas indirectas sobre atentados físicos directos. Erich Goldhagen sugiere que a pesar de ser famoso crítico de Stalin, Nikita Jruschov no consideraba las políticas antisemitas de Stalin como "actos monstruosos" o "violaciones groseras de los principios básicos leninistas de la política de la nacionalidad del Estado soviético."
La existencia del 5.º epígrafe en el pasaporte interno soviético, 5e point, denominado en ruso piaty punkt (пятый пункт) o nacionalidad (национальность), en realidad indicaba el grupo étnico de su portador. Esto sirvió para que el ingenio popular creará el eufemismo "inválido de 5º grado" (инвалид пятой группы) para referirse a los judíos soviéticos.

## Bajo el gobierno de Brézhnev
Inmediatamente después de la guerra de los Seis Días en 1967, hubo una gran ola de emigración de judíos desde la Unión Soviética hacia Israel. Aunque su situación era notablemente mejor de lo que había sido con los líderes anteriores, como Stalin, muchos judíos soviéticos tenían el deseo de emigrar a Israel. Sin embargo, las autoridades soviéticas se mostraban reticentes a dichas demandas, surgiendo el fenómeno de los llamados refyúznik, grupo de personas, por lo general, pero no exclusivamente, judíos soviéticos, a los que se les negaba el permiso para abandonar la URSS.
Un ingeniero de radio de la RSS de Ucrania, que se identificó como judío, Borís Kochubievsky trató de mudarse a Israel. En una carta a Leonid Brézhnev, Kochubeivsky declaró;

Yo soy un Judío. Yo quiero vivir en  Estado judío. Ese es mi derecho, como lo es el derecho de un ucraniano vivir en Ucrania, el derecho de un ruso vivir en Rusia, el derecho de un georgiano vivir en Georgia. Quiero vivir en Israel. Ese es mi sueño, ese es el objetivo no solo de mi vida, sino también de la vida de cientos de generaciones que me precedieron, de mis antepasados que fueron expulsados de sus tierras. Quiero que mis hijos estudien en el idioma hebreo. Quiero leer periódicos judíos, quiero asistir a un teatro judío. ¿Qué hay de malo con eso? ¿Cuál es mi crimen?"

Esa misma semana fue llamado a la oficina de la KGB y sin cuestionar, fue llevado a una institución mental en su ciudad natal de Kiev.
Si bien esto puede parecer como un incidente aislado, las secuelas de la guerra de los Seis Días afectó a casi todos los judíos en la Unión Soviética. Películas como la de Secreto y Explícito estrenada por esos años tenían una cierta carga antisemita. Judíos que habían sido objeto de asimilación bajo regímenes anteriores se enfrentan ahora con un nuevo sentido en vigor y la reactivación de su fe y su herencia judía. El 23 de febrero de 1979, un artículo de seis páginas se distribuyó a través de las ciudades de Moscú y Leningrado, que criticaron a Brézhnev y a otras siete personas por ser "sionista". El artículo contenía rastros de antisemitismo arraigado en la que el anónimo autor, un miembro de la Organización para la Liberación de Rusia, propuso formas de identificar a los sionistas; éstas incluían "pecho y los brazos peludos", "miradas furtivas", y una "nariz de gancho". Estos trabajos mostraron que, mientras que la mayoría de los rusos estaban en consonancia con las reformas desde la muerte de Stalin, todavía había facciones de extremistas soviéticos y de línea dura que se empeñaban en acabar con las reformas de Jruschov y Brézhnev.[cita requerida] Es importante señalar que, mientras el Partido estaba haciendo progresos en diversos ámbitos de los derechos humanos, específicamente de los judíos, tuvo que hacer una política oficial para terminar con el antisemitismo, y era hace solo unas décadas que el pueblo soviético habían sido objeto de una gran cantidad de propaganda antisemita. Bajo Brézhnev, a muchos judíos soviéticos - con la ayuda del poder legislativo estadounidense - se les había permitido salir del país, lo cual fue un gran paso hacia el logro de los derechos humanos universales, no solo para los judíos, sino para todas las minorías en la Unión Soviética.[cita requerida]
El 22 de febrero de 1981, en un discurso que duró más de 5 horas, el Secretario General del Partido Comunista de la Unión Soviética Leonid Brézhnev denunció antisemitismo en la Unión Soviética. Mientras que Stalin y Lenin habían hecho lo mismo en diversas declaraciones y discursos, esta fue la primera vez que un funcionario soviético de alto rango lo hizo delante de todo el Partido. Brézhnev reconoció que el antisemitismo existía dentro del Bloque del Este y observó a muchos grupos étnicos diferentes, cuyos "requisitos" no se estaban cumpliendo. Durante décadas, la gente de diferentes orígenes étnicos o religiosos fueron asimilados en la sociedad soviética y se les negó la capacidad y los recursos para obtener la educación o practicar su religión como lo habían hecho anteriormente. Brézhnev hizo la política oficial soviética de proporcionar a estos grupos étnicos con estos "requisitos", citando al miedo a la "aparición de tensiones interétnicas" como la razón principal para llevarlo a cabo. El anuncio de la política fue seguida con un genérico pero significativo mensaje del partido;

El PCUS (Partido Comunista de la Unión Soviética) ha luchado y siempre luchara resueltamente contra tales fenómenos [tensiones interétnicas] que son ajenos a la naturaleza del socialismo como chovinismo o el nacionalismo, contra cualquier aberración nacionalista como, digamos, el antisemitismo o el sionismo. Estamos en contra de las tendencias dirigidas a la erosión artificial de las características nacionales. Pero en la misma medida, consideramos inadmisible su exageración artificial. Es el deber sagrado del partido educar a las personas que trabajan en el espíritu de patriotismo soviético y el internacionalismo socialista, con el sentimiento orgulloso de pertenecer a una sola gran patria soviética

Mientras que para la mayoría la cuestión del antisemitismo parecía tratarse muy informalmente y casi por accidente, se calculaba y planificaba mucho, al igual que todo lo demás que el Partido hacia. En este momento la Unión Soviética se estaba sintiendo la presión de todo el mundo a resolver muchas violaciones de los derechos humanos que se estaban produciendo dentro de sus fronteras, y la declaración respondió a las preguntas de países como Australia y Bélgica. Aunque el Partido parecía estar tomando una postura fuerte contra el antisemitismo, el hecho de que la propaganda antisemita había estado presente durante mucho tiempo en la Unión Soviética seguía presente, haciendo extremadamente difícil resolver los problemas de inmediato. Además, las organizaciones judías en Washington D. C. estaban llamando la atención de los líderes estadounidenses sobre problema de los judíos soviéticos.
Un paso importante fue hecho en ayudar a los judíos soviéticos el 18 de octubre de 1974, cuando el senador Henry M. Jackson, Henry Kissinger, junto con el senador Jacob Javits, y el congresista Charles Vanik se reunieron para discutir la finalización de la "enmienda Jackson-Vanik", que había estado paralizada durante casi un año. Después de la reunión, Jackson dijo a periodistas que un "entendimiento histórico en el ámbito de los derechos humanos" se había cumplido y si bien no hizo ningún "comentario sobre lo que los rusos han hecho ... . hubo un giro completo aquí en los puntos básicos". La enmienda estableció que se premiaría a la Unión Soviética por dejar que un gran número de judíos soviéticos abandonan el país. Mientras que Kissinger y otros líderes en los Estados Unidos eran reacios a tratar con los soviéticos de esta manera, en el momento esto parecía ser un gran paso para ayudar a los judíos de la Unión Soviética.[cita requerida] Mientras que el problema parecía estar más cerca de ser resuelto, el Kremlin reaccionó previsiblemente tomando una postura en contra de permitir la emigración y la política exterior dictada por los Judíos en Washington. Andréi Gromyko, el ministro de Relaciones Exteriores envió una carta a Kissinger en la que declaró que "declinaremos resueltamente esa interpretación", en lo que respecta a la opinión de que esta ley daría lugar a que a más "ciudadanos soviéticos" se les permita salir en comparación con años anteriores. Si bien el proyecto de ley fue aprobado por un margen abrumador, el Kremlin se sintió atacado. Por lo tanto, cuando Estados Unidos puso un límite oficial de la cantidad de crédito que se permitió a la Unión Soviética, resultó que las dos superpotencias, para recuperar su cercanía, primero tienen que resolver el problema de los judíos soviéticos.

## Nota
1. ↑  Konstantin Azadovskii, miembro del consejo editorial de la revista cultural Novoe literaturnoe obozrenie, y Boris Egorov, investigador de la Universidad Estatal de San Petersburgo, en un artículo titulado "From Anti-Westernism to Anti-Semitism" ("Del antioccidentalismo al antisemitismo"), publicado en la Revista de Estudios de la Guerra Fría, escriben: «Las políticas de antioccidentalismo y antisemitismo de Stalin se reforzaron mutuamente y se unieron en la noción de cosmopolitismo».
2. ↑  Konstantin Azadovskii y Boris Egorov, en un artículo titulado "Del antioccidentalismo al antisemitismo", publicado en la "Revista de Estudios de la Guerra Fría", escriben: "En 1949, sin embargo, los ataques a los cosmopolitas (kosmopolity) adquirieron un carácter marcadamente antisemita. El mismo término cosmopolita, que comenzó a aparecer cada vez con más frecuencia en los titulares de los periódicos, se asociaba cada vez más en el léxico de la época con la palabra desarraigado (bezrodnye). La práctica de equiparar a los cosmopolitas con los judíos fue anunciada por un discurso pronunciado a finales de diciembre de 1948 por Anatolii Fadeev en una sesión plenaria de la junta directiva de la Unión de Escritores Soviéticos. Su discurso, titulado "On Several Reasons for the Lag in Soviet Dramaturgy" ("Sobre varias razones del retraso en la dramaturgia soviética"), fue seguido un mes después por un destacado editorial en Pravda, "On an Anti-Patriotic Group of Theater Critics" ("Sobre un Grupo Antipatriótico de Críticos de Teatro"). Este grupo estaba formado por Aleksandr Borshchagovskii, Abram Gurvich, Efim Kholodov, Yulii Yuzovskii y algunos otros, también de origen judío. En todos los artículos y discursos posteriores, el antipatriotismo de los críticos teatrales y literarios (y posteriormente de los eruditos literarios) se relacionó inequívocamente con su nacionalidad judía.
3. ↑  Konstantin Azadovskii y Boris Egorov, en un artículo titulado "From Anti-Westernism to Anti-Semitism" ("Del antioccidentalismo al antisemitismo"), publicado en la revista "Journal of Cold War Studies", escriben: "Términos como 'cosmopolitas desarraigados', 'cosmopolitas burgueses' e 'individuos desprovistos de nación o tribu' aparecían continuamente en artículos periodísticos. Todos estos eran códigos para los judíos y así los entendía la gente de la época".
4. ↑  Konstantin Azadovskii y Boris Egorov, en un artículo titulado "From Anti-Westernism to Anti-Semitism" ("Del antioccidentalismo al antisemitismo"), publicado en la revista "Journal of Cold War Studies", escriben: "De los numerosos crímenes atribuidos a los judíos/cosmopolitas en la prensa soviética, los más malévolos fueron la "servilidad ante Occidente", la ayuda al "imperialismo estadounidense", la "imitación servil de la cultura burguesa" y el estigma general del "esteticismo burgués".